# Chignin
Chignin ist eine französische Gemeinde mit 910 Einwohnern (Stand 1. Januar 2022) im Département Savoie in der Region Auvergne-Rhône-Alpes. Sie gehört zum Kanton Montmélian im Arrondissement Chambéry und ist Mitglied im Gemeindeverband Cœur de Savoie.

## Geographie

### Lage
Chignin liegt auf 368 m, etwa 9 km südöstlich der Präfektur Chambéry und 43 km nordnordöstlich der Stadt Grenoble (Luftlinie). Das Dorf liegt oberhalb der Talfurche von Chambéry am Südrand der Bauges, ein voralpines Kalksteinmassiv, zu dessen Regionalem Naturpark Massif des Bauges (frz.: Parc naturel régional du Massif des Bauges) das Gemeindegebiet gehört. Nachbargemeinden von Chignin sind 
- Curienne im Norden,
- La Thuile und Montmélian im Osten,
- Porte-de-Savoie mit Francin und Les Marches im Süden,
- Myans und Saint-Jeoire-Prieuré im Westen.

### Topographie
Die Fläche des 8,32 km² großen Gemeindegebiets umfasst einen Abschnitt des Bauges-Massiv an den Hängen von dessen südlichstem Bergrücken. Die Gipfelkette mit der Roche Blanche und dem Roc de Tormery auf diesem Bergrücken markiert die östliche Gemeindegrenze und bildet mit 1254 m die höchste Erhebung von Chignin. Von dort fällt das bewaldete Gelände steil und gleichmäßig ab bis auf eine Höhe von etwa 450 m, unterhalb der sich das Siedlungsgebiet und die Weinberge von Chignins auf einer leicht reliefierten Geländestufe anschließen. Auf einer Höhe von 300 m erreicht der Gemeindeboden schließlich die Talfurche von Chambéry, von der ein mehrere Kilometer langer und einige Hundert Meter breiter Streifen noch zur Gemeinde gehört. Bedingt durch den porösen Untergrund des Kalkmassivs gibt es keine nennenswerten Fließgewässer im Bereich der Gemeinde. Ein kleiner Bach am Boden der Talfurche markiert die westliche Gemeindegrenze.

### Gemeindegliederung
Zu Chignin gehören neben dem eigentlichen Ortskern auch mehrere Weilersiedlungen und Gehöfte, darunter:
- Mont Levin (428 m) im Norden an der Straße nach La Boisserette in Saint-Jeoire-Prieuré,
- Le Villard (415 m) östlich des Ortskerns,
- Le Viviers (393 m) nördlich des Ortskerns,
- Le Clos des Moulins (306 m) Neubausiedlung am Talboden,
- Haut de la Gare (304 m) Ortsteil am ehemaligen Bahnhof Chignin-Les Marches,
- Tormery (347 m) im Süden der Gemeinde inmitten der Weinberge von Chignin.

## Geschichte
Das Gemeindegebiet von Chignin war bereits zur Römerzeit besiedelt, was durch Funde von Gräbern, Münzen und Grundrissen einer gallorömischen Villa belegt ist. Im Mittelalter erschien der Ort erstmals um 1100 als Capella de castro Chinino und Ecclesia de Chinino in den Urkunden. Der Ortsname geht auf einen Familiennamen zurück und bedeutet so viel wie Gut des Canius. Aus einer Urkunde von 1244 geht hervor, dass sich das ursprüngliche Chignin im Bereich des heutigen Château des Favraz auf dem Boden der Gemeinde Saint-Jeoire-Prieuré befand.
In Chignin bestand im Mittelalter und unter der Oberhoheit des Hauses Savoyen-Piemont eine Herrschaft, die zuerst einer gleichnamigen Familie de Chignin gehörte und später mehrfach den Besitzer wechselte. Diese Herrschaft war bereits im 13. Jahrhundert befestigt durch eine Anordnung von Wehrtürmen, von denen heute noch sieben erhalten sind.
Chignin besaß zusammen mit Les Marches einen gemeinsamen Bahnhof an der 1857 eröffneten Bahnstrecke Culoz–Modane. Nach einer länger andauernden Funktion als Haltepunkt wurde er Ende des 20. Jahrhunderts stillgelegt.

## Sehenswürdigkeiten
Die landschaftlichen Sehenswürdigkeiten von Chignin sind die flächendeckenden Weinberge rund um die Ortsteile sowie die steil aufragende Randkette der Bauges, die mit Wanderwegen erschlossen ist und Ausblicke bietet sowohl über die Talfurchen von Chambéry und vom Grésivaudan wie auch in das Innere des Bauges-Massivs.
Die mittelalterlichen Türme von Chignin sind als Monument historique eingeschrieben. Getrennt stehend umschließen sie ein Gebiet von etwa fünf Hektar und sind in unterschiedlichem Zustand erhalten. Ihre genaue Funktion ist unklar.

## Bevölkerung
| Jahr                       | 1962 | 1968 | 1975 | 1982 | 1990 | 1999 | 2006 | 2011 |
| Einwohner                  | 565  | 532  | 601  | 668  | 735  | 758  | 789  | 854  |
| Quellen: Cassini und INSEE |      |      |      |      |      |      |      |      |

Mit 910 Einwohnern (Stand 1. Januar 2022) gehört Chignin zu den kleinen Gemeinden des Département Savoie. Nachdem die Einwohnerzahl seit dem Ende des 19. Jahrhunderts rückläufig war, kehrte sich die Entwicklung in den 1980er Jahren um. Seit der Zeit wird wieder eine Bevölkerungszunahme verzeichnet.  Die Ortsbewohner von Chignin heißen auf Französisch Chignerain(e)s.

## Wirtschaft und Infrastruktur

### Weinbau

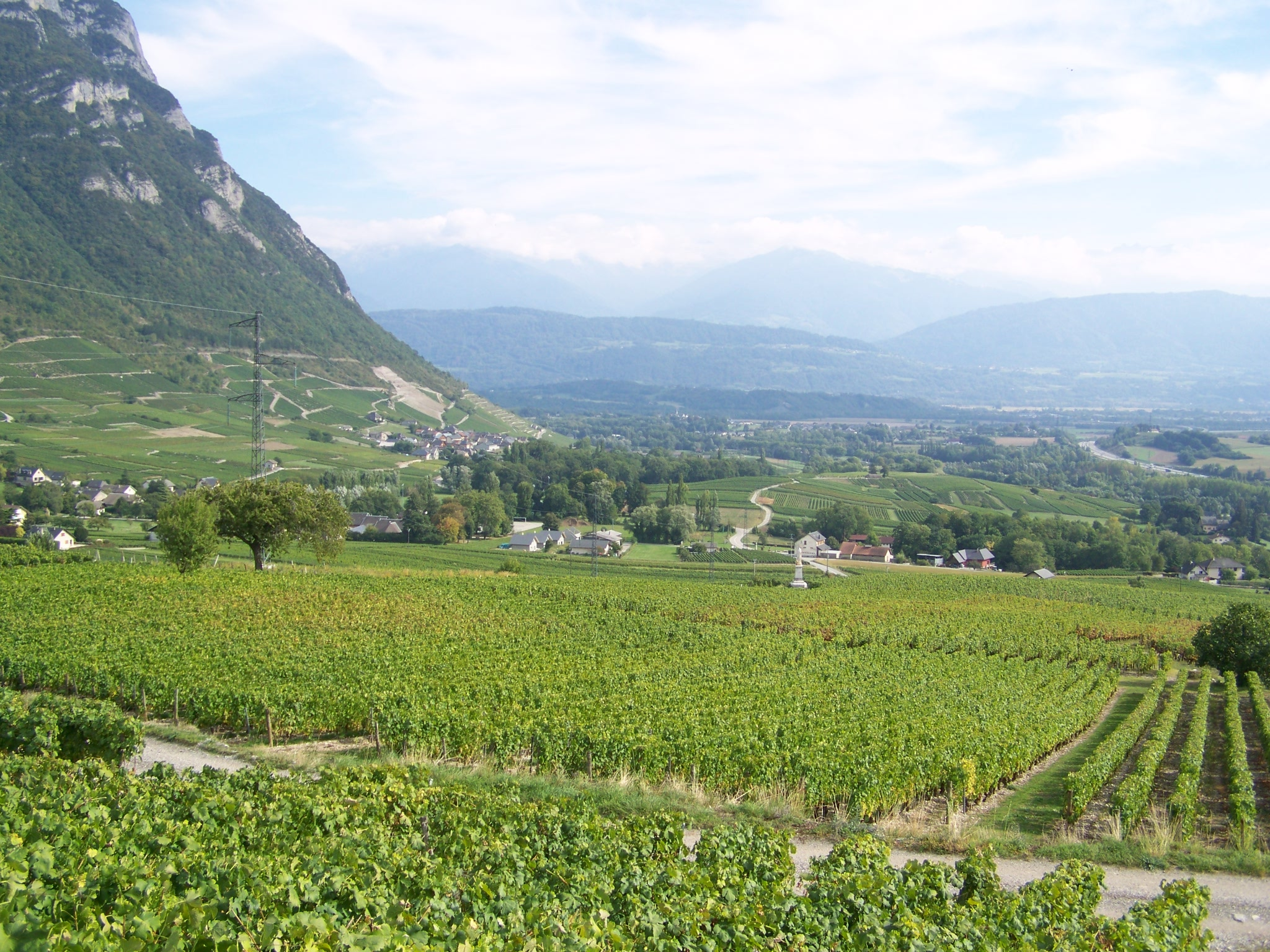
Die Weinberge von Chignin am Fuß der Bauges

Chignin war bis weit ins 20. Jahrhundert hinein ein vorwiegend durch die Landwirtschaft geprägtes Dorf. Von Bedeutung ist heute insbesondere der Weinbau auf dem sanft nach Südwesten abfallenden Gelände am Fuß der Bauges. Als Teil der Weinbauregion Savoie gilt allgemein für Weiß-, Rosé- und Rotweine verschiedener Rebsorten die AOC Vin de Savoie. Chignin ist das Zentrum zweier weiterer, strenger gefasster Herkunftsbezeichnungen für Weine, die von der Traubenernte bis zur Abfüllung in den zugelassenen Orten hergestellt werden. Die eine ist Vin de Savoie Chignin für Weißweine mit Jacquère als Hauptrebsorte (mindestens 80 % des weißen Rebbestandes) und für Rotweine mit Gamay, Mondeuse und Spätburgunder als Hauptrebsorten (zusammen mindestens 90 % des roten Rebbestandes). Die zweite Herkunftsbezeichnung ist Vin de Savoie Chignin-Bergeron und gilt für einen sortenreinen Roussanne, eine seltene Rebsorte mit lokalem Namen Bergeron. Im Gegensatz zur ersten ist die AOC Chignin-Bergeron nicht ausschließlich in Chignin gültig, sondern umfasst den gesamten Südfuß der Bauges im Bereich von Francin und Montmélian.

### Wirtschaft
Daneben gibt es heute verschiedene Betriebe des lokalen Kleingewerbes. Mittlerweile hat sich das Dorf auch zu einer Wohngemeinde entwickelt. Viele Erwerbstätige sind Pendler, die in den größeren Ortschaften der Umgebung, vor allem im Raum Chambéry, ihrer Arbeit nachgehen.

### Verkehr
Die Ortschaft ist verkehrsmäßig gut erschlossen. Durch den Ortsteil Haut de la Gare führt die Departementsstraße D1006, die ehemalige Nationalstraße N6 zwischen Chambéry und Modane. Der nächste Autobahnanschluss an die hier mautpflichtige A43 liegen direkt an der Gemeindegrenze zu Les Marches. Neben der Autobahn verläuft die Bahnstrecke Culoz–Modane, deren nächstgelegener Bahnhof sich im Zentrum von Chambéry befindet. Zum Großraum Chambéry gehört außerdem der Passagierflughafen Chambéry-Savoie, er ist 23 km von Chignin entfernt.